# Martín Gastón Demichelis
Martín Gastón Demichelis (nascut a Justiniano Posse, Argentina, el 20 de desembre del 1980), és un exfutbolista professional argentí que jugava com a defensa central o mig-defensiu. Demichelis va jugar per la selecció de l'Argentina. Actualment és entrenador.

## Trajectòria esportiva
El juliol de 2013, després de la seva bona trajectòria al Màlaga CF, signà per l'Atlètic de Madrid, on hi arribà lliure. Sense haver arribat a debutar amb el seu nou equip, el 28 d'agost de 2013 va fitxar pel Manchester City anglès, en una excel·lent operació econòmica que reportà a l'Atlético de Madrid uns 5 milions d'euros de benefici per un jugador que havia fitxat gratis un mes abans. El tècnic xilè del City Manuel Pellegrini, demanà expressament el seu fitxatge en conèixer les seves qualitats, (ja que van compartir vestidor les dues últimes temporades al Màlaga CF) i el volia per reforçar la defensa dels 'citizens' després de la lesió del capità, Vincent Kompany.
El juny de 2014 fou un dels 23 seleccionats per Alejandro Sabella per representar l'Argentina a la Copa del Món de Futbol de 2014 al Brasil.